# Шайдт (Рейн-Лан)
Шайдт (Шейдт, нем. Scheidt) — община в Германии, в земле Рейнланд-Пфальц.
Входит в состав района Рейн-Лан. Подчиняется управлению Диц. Население составляет 304 человека (на 31 декабря 2010 года). Занимает площадь 2,51 км².